# Confederalismo democrático
Confederalismo democrático (em curdo:  Konfederalîzma Demokratîk; também conhecido como Comunalismo curdo ou Apoismo) é um conceito político-social teorizado pelo ativista turco de origem curda Abdullah Öcalan de um sistema de auto-organização democrática em forma de confederação baseado em princípios como multiculturalismo, feminismo, economia compartilhada, ecologismo, democracia direta, autonomismo, autogestão e autodefesa. Sistematizado por Öcalan a partir de seus estudos sobre ecologia social, municipalismo libertário, historia do Oriente Médio, nacionalismo e teoria geral do Estado, o conceito é apresentado como a solução política para a questão curda, bem como de outros problemas fundamentais em países da região profundamente enraizados à sociedade de classes, e a possibilidade concreta da libertação e da democratização para os povos em todo o mundo.
Embora em sua origem a luta do Partido dos Trabalhadores do Curdistão (Partiya Karkerên Kurdistanê, PKK) tenha sido guiada pela perspectiva de criação de um Estado nacional curdo a partir de um viés marxista-leninista, Öcalan desiludiu-se com o modelo de Estado-nação e o socialismo estatal, percebendo equívocos nessa ideologia a respeito da libertação nacional e social dos povos. Influenciado por ideias de pensadores ocidentais como o sociólogo Immanuel Wallerstein e, principalmente, o anarquista e ecologista social libertário Murray Bookchin - em especial pelos conceitos sobre ecologia social e municipalismo libertário deste autor -, Öcalan reformulou profundamente os objetivos políticos do movimento de libertação curdo, abandonando o velho projeto socialista estatista e centralizador por uma radical e renovada proposta de socialismo democrático-libertário que não almeja mais a construção de um estado nacional independente da Turquia, mas do estabelecimento de uma entidade autônoma, democrática e descentralizada a partir das ideias do chamado confederalismo democrático.
Refutando tanto o autoritarismo e o burocracismo do socialismo estatal quando a predação do capitalismo, sistema visto por Öcalan como maior responsável pela desigualdades socioeconômicas, pelo sexismo e pela destruição ambiental no mundo, o confederalismo democrático defende um "tipo de organização ou administração pode ser chamado de administração política não estatal ou democracia sem Estado", que proporcionaria os marcos para a organização autônoma de "toda comunidade, grupo confessional, coletivo específico de gênero e/ou grupo étnico minoritário, entre outros". É um modelo de democracia participativa construído sobre a autogestão de comunidades locais e a organização em conselhos abertos, conselhos de município, parlamentos locais e congressos gerais, onde os próprios cidadãos são os atores desse autogoverno, permitindo a indivíduos e comunidades exercerem influência real sobre seu ambiente e suas atividades em comum. Inspirado pela luta das mulheres no próprio PKK, o confederalismo democrático estabelece a igualdade de gênero como um dos seus pilares centrais. Vendo o sexismo socialmente arraigado como "um produto ideológico do estado nacional e do poder" não "menos perigoso que o capitalismo, defende uma nova visão de sociedade a fim de desmontar as relações institucionais e psicológicas de poder estabelecidas atualmente nas sociedades capitalistas e de assegurar às mulheres um papel vital e igual ao dos homens em todos os níveis da organização e tomada de decisão. Outros princípios chaves do confederalismo democrático são o ambientalismo, a autodefesa, o multiculturalismo (religioso, político, étnico e cultural), as liberdades individuais (como as de expressão ou de escolha), e uma economia compartilhada, onde o controle dos recursos econômicos não pertence ao Estado, mas à sociedade. Ainda que se apresente como um modelo oposto ao estado nacional, o confederalismo democrático admite a possibilidade, sob circunstâncias específicas, de coexistência pacífica entre ambos, desde que não haja intervenção em assuntos centrais da autogestão nem tentativas de assimilação social. Ademais, embora tenha sido teorizada inicialmente como uma nova base social e ideológica para o movimento de libertação curdo, o confederalismo democrático apresenta-se como um movimento antinacionalista, multiétnico e internacionalista.
As linhas gerais do confederalismo democrático foram apresentadas em março de 2005, através de uma declaração "ao povo curdo e à comunidade internacional" e, nos anos posteriores, o conceito foi melhor aprofundado em outras publicações, como em um livro de título homônimo e nos quatro volumes do "Manifesto da Civilização Democrática". Pouco depois de divulgado, a declaração foi imediatamente adotada pelo PKK, que organizou assembleias clandestinas na Turquia, na Síria e no Iraque, das quais resultou a criação da União das Comunidades do Curdistão (Koma Civakên Kurdistan, KCK), a organização política comprometida com a execução do confederalismo democrático. A oportunidade para implementá-lo surgiu durante a Guerra Civil da Síria, quando o Partido de União Democrática (Partiya Yekîtiya Demokrat, PYD) declarou a autonomia de três cantões de Rojava (também conhecido como Curdistão sírio).

## História

### Antecedentes
Formado na década de 1970 sob o contexto de bipolaridade geopolítica da Guerra Fria, o Partido dos Trabalhadores do Curdistão (PKK) foi inspirado inicialmente por movimentos de libertação nacional em todo o planeta, muitos dos quais influenciados por ideais marxistas-leninistas e do nacionalismo de esquerda. Com o passar dos anos, contudo, o PKK foi distanciando-se dessas ideologias, por considerar que a questão curda não era um mero problema de etnicidade e nacionalidade resolvido pela tomada revolucionária do poder estatal ou pela constituição de um estado nacional independente. Tornando-se um grande crítico da própria ideia de estado nacional e mesmo da libertação nacional e social pela perspectiva marxista-leninista, Abdullah Öcalan, líder do PKK, iniciou na década de 1990 uma transição substancial do movimento de libertação curdo em busca de uma forma de socialismo distinta do sistema estatista e centralizador associado à antiga superpotência soviética.
Esse processo de rompimento consolidou-se após a captura e prisão de Öcalan pelos serviços de inteligência da Turquia em 1999. Embora seja mantido em regime de isolamento na ilha-prisão de İmralı, Öcalan aproveitou seu tempo não apenas para preparar sua estratégia legal de defesa no decorrer do processo jurídico do turco que havia o condenado à morte, como também de elaborar suas propostas sobre a questão curda e sobre sua solução política. Tendo acesso a centenas de livros, incluindo traduções turcas de numerosos textos históricos e filosóficos do pensamento ocidental, seu plano inicialmente era encontrar nessas obras fundamentos teóricos para legitimar as ações revolucionárias passadas do PKK e discutir a conflito entre turcos e curdos no século XX dentro uma análise abrangente do desenvolvimento do Estado-nação ao longo da História. Dessa forma, Öcalan iniciou seus estudos a partir da mitologia suméria e das origens das culturas neolíticas, bem como da história das primeiras cidades-estados. Mas foram as leituras de pensadores como Friedrich Nietzsche (que Öcalan chama de "profeta"), Fernand Braudel, Immanuel Wallerstein, Maria Mies, Michel Foucault, e particularmente Murray Bookchin, que o levaram a ruptura definitiva com a perspectiva socialista de víes marxista-leninista e desenvolve uma nova proposta de socialismo democrático chamada de confederalismo democrático.
A condenação do Tribunal Europeu dos Direitos Humanos à Turquia por “tratamentos desumanos” e “processo injusto” no caso de Öcalan, e o consequente pedido dessa corte da União Europeia por um novo julgamento para o líder curdo, ofereceu-lhe a oportunidade para dar visibilidade internacional a sua nova proposta política. Em 20 de março de 2005, data da celebração do Ano Novo Curdo, Öcalan divulgou a "Declaração do Confederalismo Democrático no Curdistão", onde lançava a bases teóricas iniciais do confederalismo democrático. Posteriormente, este foi melhor desenvolvido e apresentado em obras como "Confederalismo Democrático"  e "Manifesto da Civilização Democrática" (esta última em quatro volumes).
| “ | O Confederalismo Democrático do Curdistão não é um sistema estatal, mas sim um sistema democrático das pessoas sem um Estado. Com as mulheres e a juventude na vanguarda, é um sistema no qual todos os setores da sociedade desenvolverão organizações democráticas próprias. É uma política exercida pelos cidadãos livres confederados, iguais na escolha de seus representantes regionais. Está fundado na sua própria força e habilidade. O seu poder deriva das pessoas e em todas as áreas, incluindo-se aí a economia, buscará a autossuficiência. | ” |
|   | — Abdullah Öcalan, Declaração ao Povo Curdo e à Comunidade Internacional, março de 2005. |   |

### Conceito
Caracterizados por necessidades do movimento curdo espalhadas por Turquia, Síria, Irã e Iraque, os estudos de Öcalan que resultaram no confederalismo democrático abordaram diversos aspectos da sociedade curda nos campos da antropologia, da linguística, da política internacional, do direito internacional e da abordagem feminista chamada jineologia, esta especialmente inspiradas na luta de mulheres do próprio movimento curdo, como Sakine Cansiz. Sua maior inspiração teórica foram as ideias de ecologia social e municipalismo libertário do pensador estadunidense Murray Bookchin. Em suas obras, Bookchin defende que a submissão e a destruição da natureza são a continuação da submissão de outros seres humanos ao capitalismo. Estabelecendo uma conexão entre a crise ambiental e a sociedade capitalista, o filósofo americano observa que a estrutura social da humanidade precisa ser repensada e transformada de uma sociedade capitalista destrutiva para uma sociedade social ecológica que mantenha um equilíbrio entre suas partes e onde suas comunidades possam organizar suas vidas de forma independente a partir de um ente municipal-confederativo.
Profundamente admirado por essas concepções de Bookchin, Öcalan desenvolveu uma visão crítica ao nacionalismo e ao Estado-nação que o fez interpretar o direito dos povos à autodeterminação como "a base para o estabelecimento de uma democracia de base, sem necessidade de buscar novas fronteiras políticas". A partir disso, o líder curdo defende que a solução política para o povo curdo não passe pela fundação de um novo estado nacional, mas da constituição de um sistema democrática, descentralizado e autônomo de auto-organização em forma de confederação.
| “ | A solução que eu ofereço à sociedade turca é simples. Nós reivindicamos uma nação democrática. Nós não fazemos oposição à unidade do Estado e da República. Nós aceitamos a república, sua estrutura unitária e seu caráter laico. Nós cremos, entretanto, que esta república deve ser redefinida com o objetivo de formar um estado democrático, um estado que respeite os direitos dos diferentes povos e culturas existentes em seu território. Sob esta base, os curdos devem ser livres para se organizar de tal maneira que sua língua e cultura possam ser exprimidas e que eles possam desenvolver-se nos planos econômico e ecológico. Esta nova realidade permitiria a curdos, turcos e membros de outras culturas uma convivência sob a proteção de uma “Nação Democrática Turca”. Isto somente seria possível, no entanto, através de uma constituição democrática e de um quadro legal avançado que garantiria o respeito às culturas minoritárias. Nossa visão de uma nação democrática não é definida por bandeiras ou fronteiras. Nossa visão de uma nação democrática é inspirada pelo modelo democrático e não por um modelo baseado em estruturas estatais e em origens étnicas. | ” |
|   | — Abdullah Öcalan, Guerra e paz no Curdistão, 2008. |   |

Os principais fundamentos do confederalismo democrático podem ser resumidos em:
- As novas abordagens filosófica, política e ideológica do movimento de libertação curdo encontram sua expressão mais adequada no chamado socialismo democrático. Um Curdistão livre somente é concebível como um Curdistão democrático.
- O movimento curdo não trabalha para criação um Estado-nação curdo baseado no direito de autodeterminação de povos, mas considera esse direito "como base para o estabelecimento de democracias populares" sem a necessidade de novas fronteiras políticas. Ele busca para o Curdistão um sistema de auto-organização democrática em forma de confederação, que forneça uma estrutura dentro da qual, entre outras, minorias étnicas, comunidades religiosas, grupos culturais, coletivos específicos de gênero e outros grupos sociais podem se organizar de maneira autônoma.
- O processo de democratização no Curdistão abrange "um amplo projeto social visando a soberania econômica, social e política de todas as partes da sociedade", bem como a criação de instituições necessárias e a elaboração de instrumentos que garantam e possibilitam à sociedade um autogoverno e um controle democrático, no qual cada processo de tomada de decisão (organizado em conselhos abertos, conselhos municipais, parlamentos locais e gerais) deve ter o envolvimento direto das comunidades locais. Um modelo de governo autônomo permite uma promoção mais adequada de valores básicos como liberdade e igualdade.
- A solução da questão curda deve ser tentada juntamente com um processo de democratização não apenas de todos os países que exercem poder hegemônico sobre as diferentes partes do Curdistão, mas também se estende a todo o Oriente Médio. Uma nova política democrática, no entanto, só poderia existir a partir de partidos políticos democráticos e suas instituições afiliadas comprometidos com os interesses da sociedade.
- Embora essas reformas democráticas ainda não sejam possíveis, uma coexistência pacífica com o Estado-nação é admitida desde que não haja intervenção em assuntos centrais do autogoverno nem tentativas de assimilação social, além dessa coexistência não significar a aceitação da estrutura estatal clássica e da sua concepção despótica do poder. Ao final desse processo de sujeição a reformas democráticas, o Estado-nação deve tornar-se uma instituição política mais modesta, funcionando como uma autoridade social que observa funções apenas nos campos da segurança interna e da prestação de serviços sociais, e seus direitos soberanos relacionados serão limitados.
- O sistema de saúde e o direito educacional à cultura e língua nativas devem ser garantidos pelo estado e pela sociedade civil.
- A liberdade e os direitos da mulher devem constituir uma parte estratégica da luta pela liberdade e democracia no Curdistão, assim como a proteção do meio ambiente deve ser levada a sério durante o processo de mudança social.
- As liberdades individuais de expressão e escolha são imperativas. A liberdade de informação não é apenas um direito individual, mas uma importante questão social que depende da existência de meios de comunicação independentes cuja comunicação com o público seja marcada pelo equilíbrio democrático.
- As riquezas econômicas não são propriedade do estado, mas da sociedade, e a redistribuição justa desses recursos é igualmente essencial para o processo de libertação social. Uma economia comprometida com a população também deve basear-se na implementação de uma política econômica alternativa que não vise unicamente o lucro, mas uma produção baseada no compartilhamento e na satisfação das necessidades naturais básicas de todos.

### Implementação
Em 1º de junho de 2005, o PKK adotou oficialmente o programa do confederalismo democrático ao final da 3ª Assembleia Geral do Congresso do Povo do Curdistão (Kongra Gelê Kurdistan). A partir de então, o movimento de libertação curdo começou a formar assembleias clandestinas imediatamente na Turquia, na Síria e no Iraque, que resultaram em 2007 na criação da União das Comunidades do Curdistão (Koma Civakên Curdistão, KCK), a organização política comprometida com a implementação da ideologia do confederalismo democrático. Além de reunir o PKK, o KCK também reúne todos os partidos políticos confederalistas democráticos do Curdistão, como o Partido de União Democrática (Partiya Yekîtiya Demokrat, PYD), Partido da Vida Livre do Curdistão (Partiya Jiyana Azad a Kurdistanê, PJAK) e Partido da Solução Democrática do Curdistão (Partî Çareserî Dîmukratî Kurdistan, PÇDK).
Foi durante a Guerra Civil na Síria que surgiu a oportunidade de implementar a nova doutrina política de Ocalan, quando o PYD declarou a autonomia de três cantões de Rojava, região que compreende partes do norte e nordeste do território sírio. Criando uma entidade política oposta ao Estado-nação capitalista, Rojava experimentou uma experiência de sociedade democrática, descentralizada e não hierárquica, baseada em ideias feministas, ecológicos, multiculturais, de economia compartilhada, e da política participativa e de construção consensual.